# غاري جونسون (سياسي)
غاري جونسون (بالإنجليزية: Gary Johnson)‏ هو سياسي أمريكي، ولد في 14 سبتمبر 1939، وتوفي في 4 أغسطس 2008. انتخب عضو جمعية ولاية ويسكونسن.